# Rona Anderson

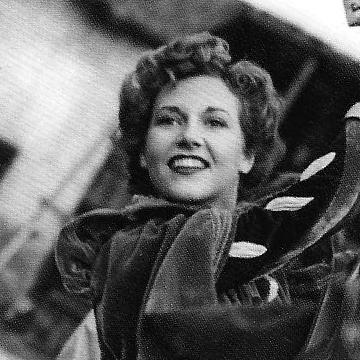
Rona Anderson

Rona Anderson (* 3. August 1926 in Edinburgh, Schottland; † 23. Juli 2013 in Hampstead, London) war eine britische Film- und Theater-Schauspielerin. Sie spielte zwischen 1948 und 1990 in knapp 50 Filmproduktionen mit. Darunter in Filmen wie Schlafwagen nach Triest, Zwei junge Herzen, Das Geheimnis des roten Affen, Die Gruft der toten Frauen oder Die besten Jahre der Miß Jean Brodie.

## Leben und Karriere
Rona Anderson, geboren 1926 in Edinburgh, begann ihre Filmkarriere 1948 mit der zweiten weiblichen Hauptrolle in John Paddy Carstairs Thriller Schlafwagen nach Triest. Ein Jahr später besetzte sie der Regisseur Frederick Wilson neben ihrem späteren Ehemann, dem Schauspieler Gordon Jackson, in der weiblichen Hauptrolle der Mary Anstruther in dem romantischen Drama Zwei junge Herzen.
In den 1950er Jahren spielte sie zahlreiche Haupt- und Nebenrollen in britischen Kinofilmen, darunter 1951 in Brian Desmond Hursts Verfilmung von Charles Dickens – Eine Weihnachtsgeschichte, 1953 in Wolf Rillas Kriminalfilm Noose for a Lady an der Seite von Dennis Price, 1955 neben Richard Conte in Ken Hughes Actionfilm Das Geheimnis des roten Affen, 1956 in Peter Graham Scotts Thriller The Hideout oder 1958 in Montgomery Tullys Krimi Man with a Gun.
Bereits 1952 hatte sich Rona Anderson auch dem Fernsehen zugewandt und spielte dort in Episoden von populären Serien. Zu ihren Auftritten in dem neuen Medium gehörten ITV Black Eye (1952), BBC Sunday-Night Theatre (1953), White Hunter (1957), The Flying Doctor (1959), BBC Sunday-Night Play (1960) The Human Jungle (1964), Dixon of Dock Green (1966–1971), Bachelor Father  (1970–1971) Bill Brand (1976), Die Profis (1983) oder The Labours of Erica (1989–1990).
In den 1960er Jahren sah man sie im Kino nur noch in vereinzelten Rollen, so unter anderem in John Ainsworths Abenteuerfilm The Bay of St. Michel, in Lance Comforts Horrorfilm Die Gruft der toten Frauen oder in der romantischen Komödie Die besten Jahre der Miß Jean Brodie von Regisseur Ronald Neame.
Bereits vor ihrer langen Film- und Fernsehkarriere spielte Rona Anderson am Theater. Sie hatte ihren ersten Auftritt auf der Bühne am Garrison Theatre im April 1945 in dem Stück Peg o' My Heart. Von 1945 bis 1949 spielte sie in verschiedenen Theaterstücken mit dem Glasgow Citizens Theatre. In den nachfolgenden Jahrzehnten spielten sie in zahlreichen Stücken auf den verschiedensten Bühnen im Vereinigten Königreich, unter anderem beim Edinburgh Festival, am Piccadilly Theatre, am Theatre Royal in Windsor, am Mermaid Theatre oder am Palace Theatre in London.
Von 1951 bis zu seinem Tod im Jahr 1990 war sie mit dem schottischen Schauspieler Gordon Jackson verheiratet, mit dem sie gemeinsam in mehreren Film- und Fernsehproduktionen auftrat. Das Paar bekam zwei Söhne, Graham und Roderick.
Nachdem sie 1990 nach dem Tod ihres Mannes ihre Schauspielkarriere beendete, akzeptierte sie 2012 neben anderen britischen Filmstars noch einmal eine kleine Gastrolle in Ray Cooneys und John Lutons Kinofilm Run for Your Wife.
Rona Anderson verstarb am 23. Juli 2013 im Alter von 86 Jahren.

## Filmografie (Auswahl)

### Kino
- 1948: Schlafwagen nach Triest (Sleeping Car to Trieste)
- 1949: Zwei junge Herzen (Floodtide)
- 1951: Eine Weihnachtsgeschichte (Scrooge)
- 1955: Das Geheimnis des roten Affen (Little Red Monkey)
- 1963: The Bay of St. Michel
- 1965: Die Gruft der toten Frauen (Devils of Darkness)
- 1969: Die besten Jahre der Miss Jean Brodie (The Prime of Miss Jean Brodie)
- 2012: Run for Your Wife

### Fernsehen
- 1952: Black Eye (Fernsehfilm)
- 1953: BBC Sunday-Night Theatre (Fernsehserie, eine Episode)
- 1957: White Hunter (Fernsehserie, eine Episode)
- 1958: Uncle Harry (Fernsehfilm)
- 1959: The Flying Doctor (Fernsehserie, eine Episode)
- 1959: The Other Dear Charmer (Fernsehfilm)
- 1960: BBC Sunday-Night Play (Fernsehserie, eine Episode)
- 1960: Interpol Calling (Fernsehserie, eine Episode)
- 1960: No Wreath for the General (Fernsehserie, zwei Episoden)
- 1964: The Human Jungle (Fernsehserie, drei Episoden)
- 1965: Dr. Finlay’s Casebook (Fernsehserie, eine Episode)
- 1966: Public Eye (Fernsehserie, eine Episode)
- 1966–1971: Dixon of Dock Green (Fernsehserie, drei Episoden)
- 1967: River Rivals (Fernsehserie, eine Episode)
- 1970: W. Somerset Maugham (Fernsehserie, eine Episode)
- 1970–1971: Bachelor Father (Fernsehserie, sechs Episoden)
- 1976: Bill Brand (Fernsehserie, eine Episode)
- 1983: Die Profis (Fernsehserie, eine Episode)
- 1983: Let There Be Love (Fernsehserie, eine Episode)
- 1989–1990: The Labours of Erica (Fernsehserie, acht Episoden)